# Geburtenzahl
Die Geburtenzahl ist die gezählte Zahl von Geburten in einem bestimmten Gebiet in einem festgelegten Zeitraum. Sie ist eine der Messgrößen der Demografie. Ein Synonym für Geburtenzahl ist Geborenenzahl. 
Die Geburtenzahl erlaubt keinen sinnvollen Vergleich zwischen zwei Populationen, weil in einer größeren Population natürlicherweise mehr Geburten vorkommen als in einer kleineren.
Eine von der Geburtenzahl abzuleitende demographische Kennziffer ist Geburtenrate.